# Верхнє Шилово
Верхнє Шилово (рос. Верхнее Шилово) — присілок в Красноборському районі Архангельської області Російської Федерації.
Населення становить 219 осіб. Входить до складу муніципального утворення Пермогорське сільське поселення.

## Історія
Від 2004 року входить до складу муніципального утворення Пермогорське сільське поселення.

## Населення
| 2010 |
| ---- |
| 219  |